# Papersera
Il Papersera (Duckburg Chronicle nell'originale inglese) è un quotidiano di fantasia dell'universo immaginario dei fumetti Disney, creato da Dick Kinney e Tony Strobl nel 1969. Il proprietario nonché caporedattore di questo giornale è il papero multimiliardario Paperon de' Paperoni, mentre i giornalisti tuttofare al suo servizio sono i suoi nipoti Paperino e Paperoga.

## Descrizione
Il Papersera nasce da un episodio capitato nel Klondike a Zio Paperone; Roy Bretella, suo socio in affari, lascia a Zio Paperone una macchina da stampa modello "Gutenberg" per ripagare 700 dollari di debiti. Inizialmente scettico sull'utilità dello strumento, si rivelò poi un ottimo guadagno, in quanto le persone venivano a chiedere a Zio Paperone di stampare volantini e locandine. Trasformato il suo emporio di Paperopoli in una tipografia, Paperone inizia a stampare le storie dei suoi viaggi e delle sue avventure, dando così vita al primo Papersera.
Con sede in un edificio di Paperopoli, è diretto da Paperon de' Paperoni, che ne è anche il proprietario; nella redazione lavorano Paperino e Paperoga e a volte anche altri. La politica aziendale ed editoriale di Paperone, volta al risparmio estremo, è fonte di frequenti dissidi fra lui e i suoi giornalisti. Altro personaggio che compare in queste storie è Dinamite Bla, che gli inviati del Papersera cercano spesso di intervistare, sperimentando puntualmente le durezze del suo carattere. Il Papersera è talvolta presentato in competizione con uno o più quotidiani (come, ad esempio, Papervoce, Papergiorno o la Tromba di Rockerduck) di cui è proprietario Rockerduck, il miliardario antagonista di Paperon de' Paperoni. Le storie che avevano come scenario il Papersera furono disegnate principalmente da Tony Strobl, ma poi a queste se ne aggiunsero diverse altre, opera di autori italiani e brasiliani.

## Testata
La Panini Comics ha pubblicato in Italia a partire dal marzo 2019 una testata omonima, intitolata semplicemente Papersera, in origine pensata come una miniserie di soli 4 numeri e con cadenza bimestrale, poi rinominata Cronache dal Papersera a partire dal quinto numero e divenuta a cadenza trimestrale, conclusasi nel settembre 2022 dopo 16 numeri.